# Ludvig Conrad Neckelmann
Ludvig Conrad Neckelmann (* 28. Mai 1784 in Ebeltoft; † 17. Mai 1865 in Randers) war ein dänischer Jurist, Bürgermeister und Geschichtsschreiber.

## Leben
Neckelmanns Eltern waren der aus Mittelsbüren im heutigen Bremen stammende dänische Generalmajor Johann von Neckelmann und Frederikke Gabrielle von Wedderkop (1747–1789), eine Urenkelin von Gabriel Wedderkop. Er war der zweitjüngste Sohn der beiden.
Neckelmann schloss am 7. November 1800 seine Schulausbildung in Fredericia ab. Anschließend studierte er Rechtswissenschaften an der Universität Kiel. 1805 wurde er Auditor beim Schleswigschen Infanterieregiment. Im Jahr 1810 wurde er Stadtvogt (Byfoged) der Hafenstadt Randers in Ost-Jütland und war bis 1814 Hardevogt (Herredsfoged) in Houlbjerg im Amt Viborg und Galten Herreder im Amt Århus. Von 1814 bis 1819 hatte er dieselbe Funktion in Nørhald und Støvring Herreder inne, die beide im Randers Amt lagen. 1819 wurde er außerdem Bürgermeister von Randers.
Neckelmann interessierte sich sehr für die Geschichte Randers’ und begann im Archiv des alten Rathauses von Randers zu forschen. 1830 verfasste er mit Kortfattet Udsigt over Randers Kjøbstad einen kurzen Überblick über die Marktstadt Randers. 1833 begann er mit Randers Kjøbstæds hist.-topogr. Beskrivelse eine historisch-topografische Beschreibung der Marktstadt Randers. Davon wurden jedoch nur der allgemeine Teil bis 1448 sowie eine Abhandlung über die Fischerei im Randers Fjord veröffentlicht. Für sein 1836 erschienenes Werk Om Kommunevæsenet i Danmark über das Kommunalwesen in Dänemark nutzte er auch Informationen aus den Grundbüchern (Tingbøger) von Randers. Aus Interesse an der Entwicklung der Stadt unterbreitete er 1832 mit Forslag til Pramfart mellem Limfjorden og Gudenaa den Vorschlag, die Wirtschaft der Stadt durch die Erschließung neuer Binnenschifffahrtswege in der Region anzukurbeln.
Im Jahr 1831 wurde Neckelmann Justizrat (Justitsråd). Seine offiziellen Tätigkeiten und Fähigkeiten wurden oft vom König und der Kanzlei gelobt. 1833 erhob jedoch ein Gewerbetreibender aus Randers Vorwürfe gegen Neckelmanns Amtsführung. Ihm wurde vorgeworfen, sich neben den vorgeschriebenen Gebühren finanzielle Vorteile zu verschaffen. Der Oberste Gerichtshof verurteilte ihn im Jahr 1838 zu einer Geldstrafe von 1000 Rigsdaler. Daraufhin wurde er 1839 pensioniert.
Auch im Ruhestand lebte er in Randers und setzte seine literarische Tätigkeit fort. Neckelmann veröffentlichte einige juristische Schriften und 1840 die Wochenzeitschrift Turisten. Vor allem beschäftigte er sich jedoch mit der Sammlung von Material für ein großes Werk über die Vorgeschichte und Antike der skandinavischen Stämme. Zu diesem Zweck studierte er insbesondere Volkssprache und Ortsnamen. Als er fast 80 Jahre alt war, begann er 1861 mit der Veröffentlichung dieses Werkes unter dem Titel Skandinaviske Blade. Doch vor seinem Tod erschien lediglich der erste Band.
Neckelmann heiratete am 1. Februar 1811 Karen Helene Hincheldey (1790–1826) in Nykøbing Falster. Die beiden hatten sieben Kinder. In zweiter Ehe heiratete er am 3. November 1830 Helene Laurentzia Marquardt (1788–1866) in Randers. Diese Ehe blieb kinderlos.